# Hamatocaulis vernicosus
Espèce
Synonymes
- Voir la section dédiée

Hamatocaulis vernicosus, l’Hypne brillante ou Serpe à feuilles plissées, est une espèce de mousses de la famille des Amblystegiaceae et du genre Hamatocaulis, répandue sur l'ensemble de la région circumboréale, poussant dans les marais et les tourbières. Elle est d'une couleur jaune-verdâtre caractéristique à l'état humide et présente des reflets métalliques à l'état sec. Menacée principalement par l'eutrophisation et la destruction de son habitat, c'est une espèce vulnérable en Europe.

## Taxonomie
L'espèce est décrite en premier par William Mitten en 1865, qui la classe dans le genre Stereodon sous le basionyme Stereodon vernicosus. Elle est déplacée dans le genre Hamatocaulis sous le nom binominal Hamatocaulis vernicosus par Lars Hedenäs en 1989.
Cette espèce porte en français les noms vernaculaires ou normalisés « Serpe à feuilles plissées » ou « Hypne brillante ».
Hamatocaulis vernicosus a pour synonymes :
- Amblystegium vernicosum (Mitt.) Lindb.
- Drepanocladus vernicosus (Mitt.) Warnst.
- Drepanocladus vernicosus var. gracile G.Roth
- Drepanocladus vernicosus var. gracilescens Warnst.
- Harpidium vernicosum (Mitt.) C.E.O.Jensen
- Hypnum aduncum var. vernicosum (Mitt.) Molendo
- Hypnum lycopodioides var. vernicosum (Mitt.) Sanio
- Hypnum pellucidum Wilson
- Hypnum vernicosum Lindb.
- Hypnum vernicosum var. majus Lindb.
- Limprichtia vernicosa (Mitt.) Loeske
- Scorpidium vernicosum (Mitt.) Tuom.
- Stereodon vernicosus Mitt.

## Description

### Appareil végétatif
C'est une mousse pleurocarpe, de teinte typique à l'état humide : jaune dorémais variant de jaune-verdâtre à brunâtre. À l'état sec, elle offre des reflets plus ou moins métalliques. La tige est rampante à ascendante d'une dizaine de centimètres, irrégulièrement pennée, à rameaux assez longs, mesurant 1 à 2 cm de long. Les cellules corticales caulinaires sont petites à parois épaisses, à observer sur la section transversale de la tige. Les feuilles raméales sont obovales, trapues, allongées, de taille presque uniforme tout au long des rameaux, fortement falciformes secondes, non décurrentes, souvent très bosselées, plissées aussi bien à l'état sec qu'à l'état humide ― il existe néanmoins des formes vertes peu plissées ou bosselées. Les marges des feuilles ne sont pas dentées ; le limbe foliaire est à nervure large représentant de la moitié aux trois quarts de la largeur de la base (80 à 100 μm). Les feuilles caulinaires, souvent dressées, sont courbées seulement à la pointe. Les cellules basales du limbe ont les parois irrégulières, poreuses, souvent brunies sur un ou deux rangs. Les cellules angulaires basales sont non différenciées, elles n'ont pas d'oreillettes, par rapport au reste du limbe, mais sont souvent fortement teintées de brun. Les cellules de la partie moyenne du limbe sont très allongées, mesurant 32 à 72 μm (l'indice d'allongement est 10 à 20).

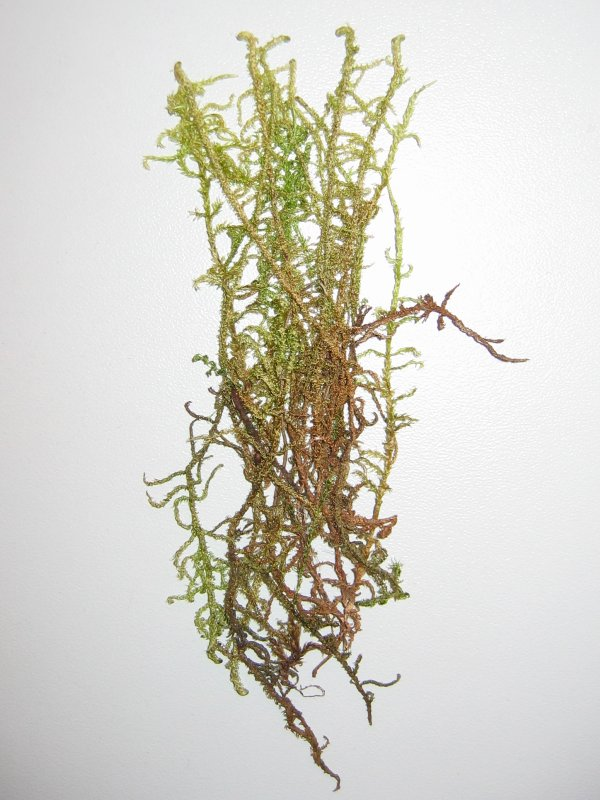
Aspect général.
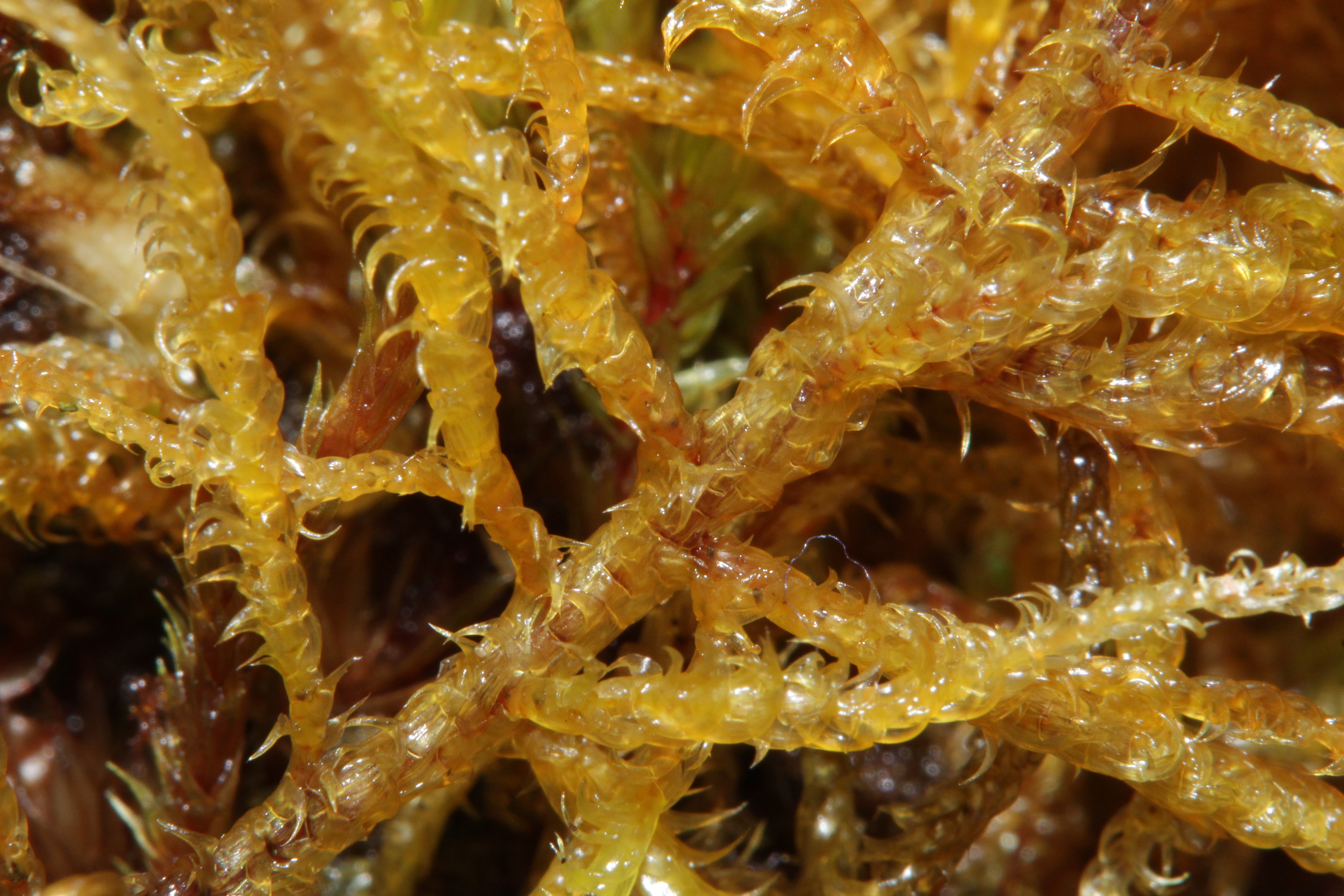
Tiges.
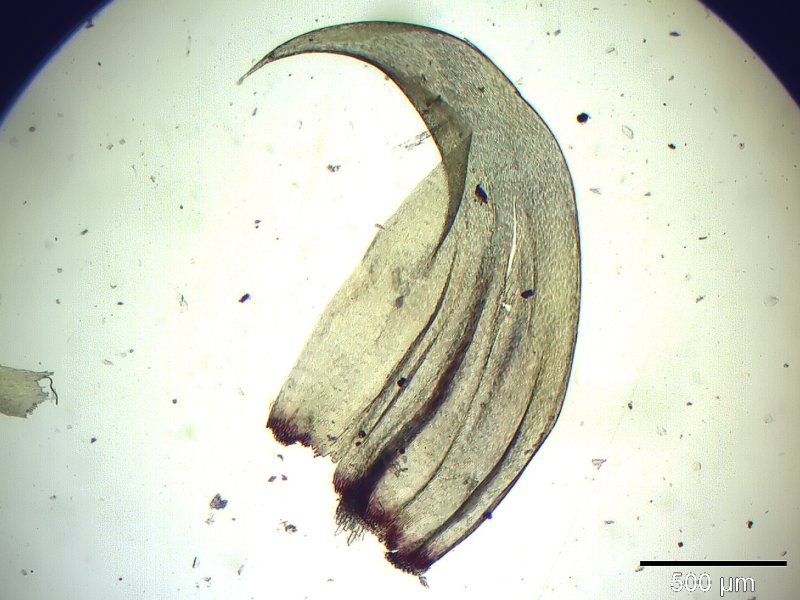
Détail de la feuille.
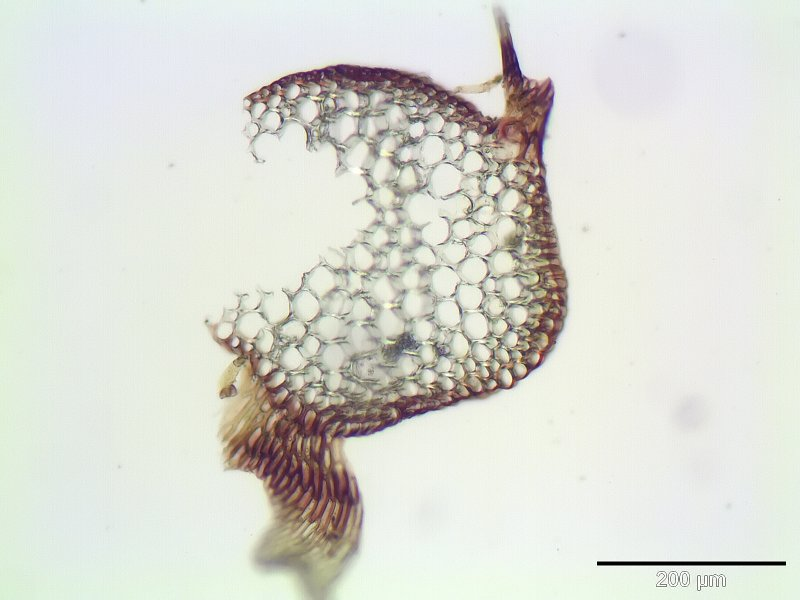
Section transversale de la tige.
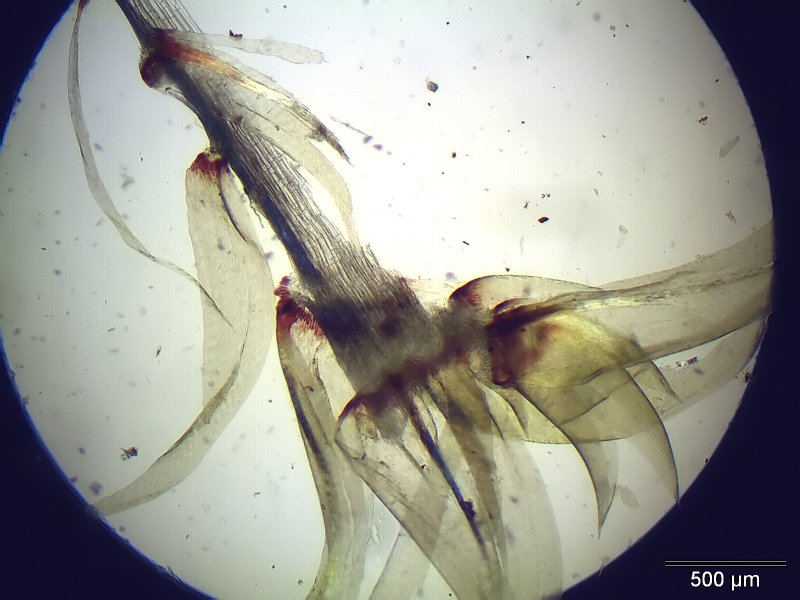
Base des feuilles.

### Appareil reproducteur
Il s'agit d'une espèce dioïque à sporulation mature en juillet, mais très rarement fertile. Le fruit est une capsule insérée sur un pédicelle rougeâtre de 4 à 5 cm de haut, inclinée à sub-horizontale, courte, cylindrique, de 2 à 2,5 mm, arquée et pourvue d'un anneau. Elle présente un opercule convexe apiculé et un péristome à dents finement ponctuées. La multiplication végétative à partir de rameaux ou de fragments de rameaux est souvent observée dans les stations très humides.

### Confusions possibles
L'espèce est généralement facilement reconnaissable par ses feuilles caulinaires nettement plissées ayant des bases érigées et des parties distales soudainement courbées. Les feuilles basales sont dépourvues de cellules alaires différenciées et la tige est dépourvue de brin central et d'hyaloderme. Des études moléculaires ont révélé que H. vernicosus serait composée de deux espèces cryptiques en Europe. Le matériel nord-américain étudié par voie moléculaire (provenant du Minnesota) appartient à l'une d'entre elles, mais comme l'autre espèce est connue en Amérique du Sud, elle pourrait également être présente en Amérique du Nord. Une grande partie du matériel initialement classé sous H. vernicosus dans les herbiers examinés appartenait à d'autres espèces, principalement à Palustriella falcata, Sanionia uncinata et Scorpidium cossonii ; presque toutes les espèces antérieures de Drepanocladus (au sens large) ont été confondues avec H. vernicosus.
Des confusions sont possibles avec d'autres Amblystegiaceae de l'ancien genre Drepanocladus éclaté en plusieurs nouveaux genres (Drepanocladus, Hamatocaulis, Loeskypnum, Sanionia et Warnstorfia). Les risques de confusion existent en particulier avec Warnstorfia fluitans (Hedw.) Loeske et Warnstorfia exannulata (B., S. et G.) Loeske, aux feuilles denticulées non plissées, ou encore Drepanocladus revolvens (Sw.) Warnst., à nervure étroite (de 30 à 50 μm) et oreillettes basales rudimentaires, dont les cellules corticales de la tige possèdent une assise extérieure large à parois fines.

## Répartition
L'aire de répartition de l'Hypne brillante est circumboréale,,. Elle est fréquente dans le nord de l'Europe, devenant plus rare au sud, et présente dans les montagnes du centre de l'Espagne et de la Bulgarie. Ailleurs, elle a été signalée en Algérie, en Turquie, en Amérique du Nord, en Asie du Nord, en République dominicaine, en Colombie, au Pérou et au Venezuela. Dans une étude moléculaire, Hedenäs et Eldenäs (2007) ont trouvé deux espèces apparemment cryptiques, l'une répandue en Europe et détectée également dans le Minnesota, l'autre présente uniquement au sud de la zone boréale en Europe, et également au Pérou et dans le nord de la Sibérie. La zone d'occupation de cette espèce est estimée à environ 4 000 km2, et son étendue d'occurrence à environ 10 millions de km². L'espèce ne demeure pas moins rare et très localisée. De nombreux échantillons d'herbiers seraient mal identifiés, ce qui peut conduire à une réduction du nombre réel de stations reconnues. L'espèce est connue en France, de façon très imprécise, dans l'est et le centre du pays et dans les Pyrénées. Elle s'observe sur un large intervalle d'altitudes, de 250 à 1 900 m, mais avec un optimum écologique dans l'étage montagnard, soit de 600 à 1 300 m.
La durée de génération de cette espèce, qui ne produit que très rarement des sporophytes, est estimée à environ 33 ans, de sorte qu'une période de trois générations correspond à environ 100 ans. Sa population n'est pas sévèrement fragmentée et la taille de la population est largement supérieure à 10 000 individus matures.

## Habitat et écologie

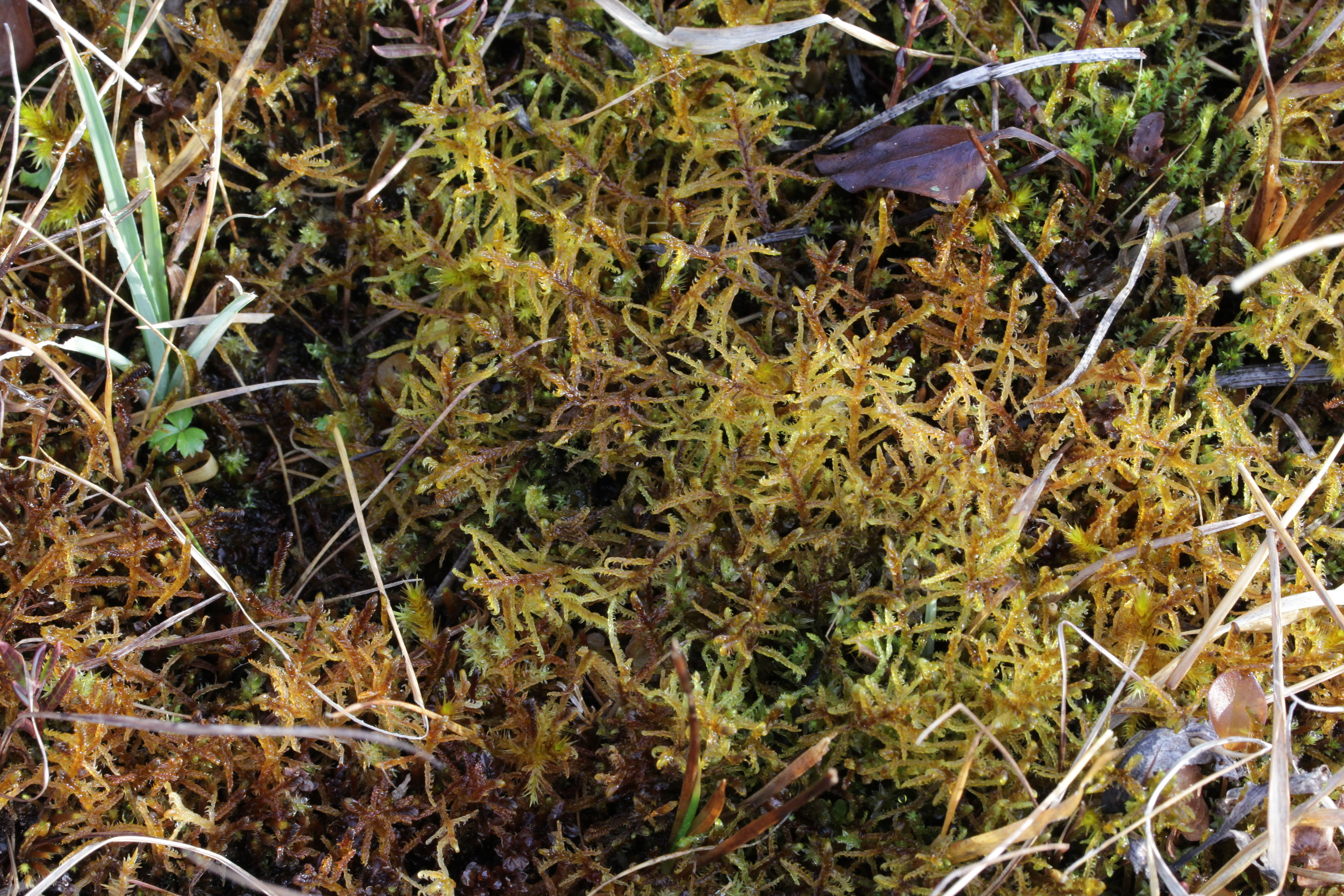
Hypne brillante dans son habitat.

Hamatocaulis vernicosus est une espèce hygrophile, photophile à héliophile et neutrophile. Elle pousse dans les marais, les bas-marais et les tourbières. Elle peut également plus rarement se rencontrer à proximité de ruisseaux en contact avec des eaux neutres à neutro-alcalines riches en cations et dans des marais acidiclines. Au nord de l'Europe, elle pousse sur substrats ferrugineux, où elle est souvent associée à la Saxifrage œil-de-bouc (Saxifraga hirculus) dans les marais de transition, ainsi que dans des dépressions humides intra-dunales. L'espèce se développe généralement dans des espaces plutôt dénudés présentant une couche d'eau très fine. Elle peut se rencontrer dans des systèmes tourbeux très extensivement pâturés ou dont le pâturage ancien est encore détectable, généralement dans les réseaux de filets d'eau ou de dépressions peu profondes communicantes entre les buttes ou les placages de sphaignes. Elle se développe parfois en petites populations au sein de cariçaies basses acidiclines à recouvrement phanérogamique modéré incluses dans les plages de sphaignes caractéristiques des zones peu acides.
Les unités phytosociologiques d'accueil, en France, appartiennent aux systèmes tourbeux neutro-alcalins des Caricetaliadavallianae (All. Caricion davallianae et Caricion incurvae), plus rarement aux systèmes tourbeux de transition acidiclines des Caricetalia fuscae (All. Caricion fuscae). Elles sont parfois en contact avec des systèmes tourbeux acides des Oxycoccopalustris-Sphagnetea magellanici. L'Hypne brillante pousse également parmi les végétations à Marisque. Elle peut former des peuplements monospécifiques ou paucispécifiques en nappe de quelques mètres carrés d'un seul tenant. Les associations communes en Grande-Bretagne et en Irlande comprennent Aneura pinguis, Chiloscyphus pallescens, Calliergonella cuspidata, Dichodontium palustre, Philonotis fontana, Rhytidiadelphus squarrosus, Scorpidium cossonii et certaines des Sphagna les plus tolérantes aux bases. D'autres associés notés en Europe centrale sont Campylium stellatum, Tomentypnum nitens, Aulacomnium palustre, Calliergonella cuspidata, Paludella squarrosa et Breidleria pratensis. Les autres associés en Scandinavie sont Calliergon richardsonii, Drepanocladus aduncus et Sarmentypnum tundrae.

## Menaces et conservation
Hamatocaulis vernicosus est considérée comme non menacée au niveau mondial mais classée « espèce vulnérable » (VU) sur la Liste rouge européenne de l'UICN 2019. L'UICN soupçonne une réduction de la population de plus de 30 % au cours de la dernière période de trois générations (100 ans). Ceci est basé sur un déclin de la zone d'occupation et de la qualité de l'habitat. L'espèce a fortement décliné en Europe centrale, occidentale et méridionale et dans le sud de la Scandinavie, et toutes ces sous-populations devraient être strictement protégées. Cette espèce a disparu de nombreuses zones où le drainage, l'eutrophisation et la croissance de la végétation grossière sont des causes probables. Certains sites ailleurs ont été perdus à cause du boisement et de l'extraction de tourbe. Certains sites sont menacés par la construction de réservoirs. Étant donné qu'elle est surtout présente dans les habitats de plaine, elle a été profondément affectée par ces menaces.
En France, elle est en régression très sensible à de nombreux endroits, en plaine notamment, du fait de la disparition de nombreux complexes tourbeux neutro-alcalins ou de transition. Les quelques stations connues des plaines de la zone atlantique septentrionale n'ont pas été revues depuis le début du XXe siècle, et près d'un tiers des stations montagnardes ne seraient pas confirmées depuis les années 1950. L'état des populations reste encore très mal connu. Les populations seraient très variables sur les sites reconnus, depuis quelques taches de quelques décimètres carrés à plusieurs dizaines de mètres carrés, à des peuplement denses et épais dans certaines dépressions tourbeuses des crêtes du massif des Vosges. Des découvertes ont été faites en Isère, avec des populations significatives aux abords de l'étang du Grand Lemps, en Ardèche et en Margeride, entre 1 000 et 1 300 m d'altitude. L'assèchement des marais, l'abandon pastoral des marais entraînant un boisement, sous pression dynamique naturelle ou provoquée, après drainage par exemple, sont à l'origine de la disparition ou de la forte régression de l'espèce. Le surpâturage ou l'eutrophisation participent à la réduction des biotopes d'accueil. Également, les changements climatiques globaux, tels que l'élévation des températures et la baisse de l'humidité relative, ainsi que la pollution atmosphérique, sont susceptibles d'influencer la répartition et la taille des populations. L'espèce est ainsi classée « en danger » (EN) sur la Liste rouge des Bryophytes menacées en Alsace et « espèce vulnérable » (VU) sur la Première liste rouge des mousses, hépatiques et anthocérotes d'Auvergne.
Elle est aussi inscrite à l'annexe II de la Directive habitats de l'Union européenne. Elle bénéficie donc d'une grande protection et fait l'objet de nombreux projets de conservation et de surveillance. L'espèce figure sur de nombreuses listes rouges nationales et a été évaluée comme étant « en danger » en Allemagne, en Espagne et en Lituanie, comme étant « vulnérable » en Finlande, en Norvège, en République tchèque, en Bulgarie, en Roumanie et en Lettonie, comme étant « presque menacée » en Suède, en Grande-Bretagne, en Irlande, en Suisse, en Slovénie et en Estonie, comme étant « insuffisamment documentée » en Hongrie et au Monténégro, et comme étant « très menacée » en Autriche et aux Pays-Bas. Elle est considérée comme éteinte au niveau régional au Luxembourg. Certaines mentions sont incorrectes et les mentions antérieures devraient être révisées.
Selon Bensettiti et al. : « Ce type d'espèce offre des populations souvent trop réduites pour faire l'objet d'un entretien spécifique ; leur préservation doit être abordée dans le cadre d'une gestion globale intégrée de chaque complexe palustre. Il n'existe actuellement aucun mode de gestion dûment pratiqué pour cette espèce. Il convient pour l'instant d'intégrer les populations connues dans la gestion globale du système tourbeux d'accueil. Toutefois, on peut envisager de favoriser l'extension de petites populations parfaitement identifiées par creusement de petites vasques peu profondes en continuité des zones où l'espèce se maintient actuellement. Ceci nécessite un protocole d'expérimentation et de suivi sur des surfaces réduites (quelques mètres carrés maximum). »
Bensettiti et al. proposent donc de « compléter les connaissances sur la répartition géographique à partir des données d'herbiers disponibles (avec vérification des échantillons) », de « rechercher l'espèce dans l'étage collinéen à montagnard, voire subalpin. Une gestion intégrée est prévue dans la réserve naturelle du Grand Lemps (Isère) », de « préciser l'environnement écologique des biotopes d'accueil (unités phytosociologiques…) », d'« évaluer l'étendue et l'état actuel des populations et déterminer les facteurs pouvant influencer leur développement. » Des « suivis expérimentaux [sont] à envisager dans plusieurs sites regroupant des conditions écologiques contrastées, afin de cadrer l'amplitude de sa niche écologique et les diverses formes qu'elle peut adopter. »